# Зигмунт Галецький
Зигмунт Галецький (пол. Zygmunt Gałecki нар. 21 червня 1951, Польща) — польський мовознавець-діалектолог, педагог. Доктор філології.

## Біографія
Народився 21 червня 1951 року.
У 1971 році розпочав, у 1976 — закінчив факультут польської філології Католицького університету у м. Люблін (Польща). 1989 року захистив докторську працю «Stopniowanie przymiotników i przysłówków w historii języka polskiego» (промотор — доктор габілітований Мар'ян Куцала (пол. Marian Kucała), рецензенти — професори, доктори гаібілітовані Войцех Р. Жепка (пол. Wojciech R. Rzepka) і Тадеуш Браєрський (пол. Tadeusz Brajerski)). У 1990—1992 роках навчався в Міжнародній школі україністики у Києві.
У 1994—1996 роках викладав польську мову в Тернопільському державному педагогічному університеті (нині Тернопільський національний педагогічний університет імені Володимира Гнатюка), доцент кафедри українського і загального мовознавства цього вишу. У 2015 році викладав в Університеті третього віку при Білостоцькому університеті.
До кола наукових інтетересів д-ра Галецького входять польське та слов'янське мовознавства, історія польської та інших слов'янських мов, польсько-східнослов'янські (польсько-українські та польсько-білоруські) мовні зв'язки, культура слов'ян. Автор праць з української діалектології, функціонування польських діалектів в Україні.
Гоббі: музика (блюз, рок-н-рол, фольк), краєзнавчі мандрівки.